# Świerk sitkajski
Świerk sitkajski (Picea sitchensis (Bong.) Carrière) – gatunek drzewa z rodziny sosnowatych (Pinaceae). Pochodzi z zachodnich wybrzeży Ameryki Północnej. Jego nazwa pochodzi od miasta Sitka na Alasce. Zasiedla pas nabrzeżny szerokości około 80 km od południowo-zachodniej Alaski do północnej Kalifornii. Tworzy tam drzewostany czyste lub razem z daglezją, choiną, żywotnikiem olbrzymim i jodłą olbrzymią. W Europie uprawiany w lasach i ogrodach.

## Morfologia
PokrójStożkowy, wąski. Drzewo osiągające średnio 60 m wysokości, rzadziej 80 m.
PieńKorowina cienka, od szarej do ciemnobrązowej, łuszcząca się czerwonobrunatnymi tafelkami.
LiścieIgły cienkie, sztywne, zaostrzone o długości 1,5-2,5 cm. Od góry błyszczące, zielone, od spodu srebrzystoszare. Pod spodem z dwoma białymi paskami.
KwiatyZebrane w kwiatostany. Męskie czerwone, długości do 2 cm, żeńskie jasnozielone, długości do 3 cm. Dojrzałe szyszki jasnobrązowe o długości 5-10 cm.

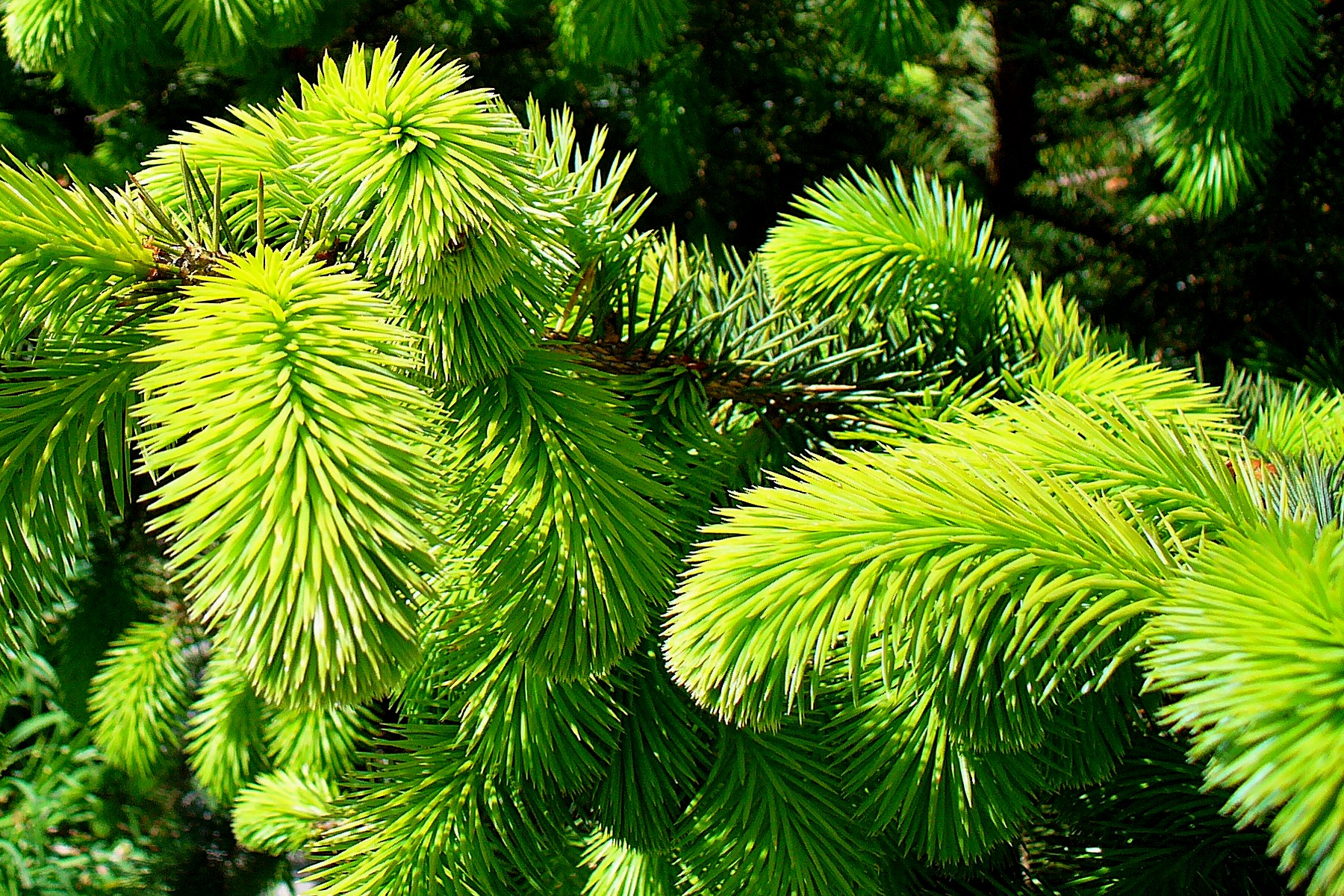
Wiosenne ulistnienie
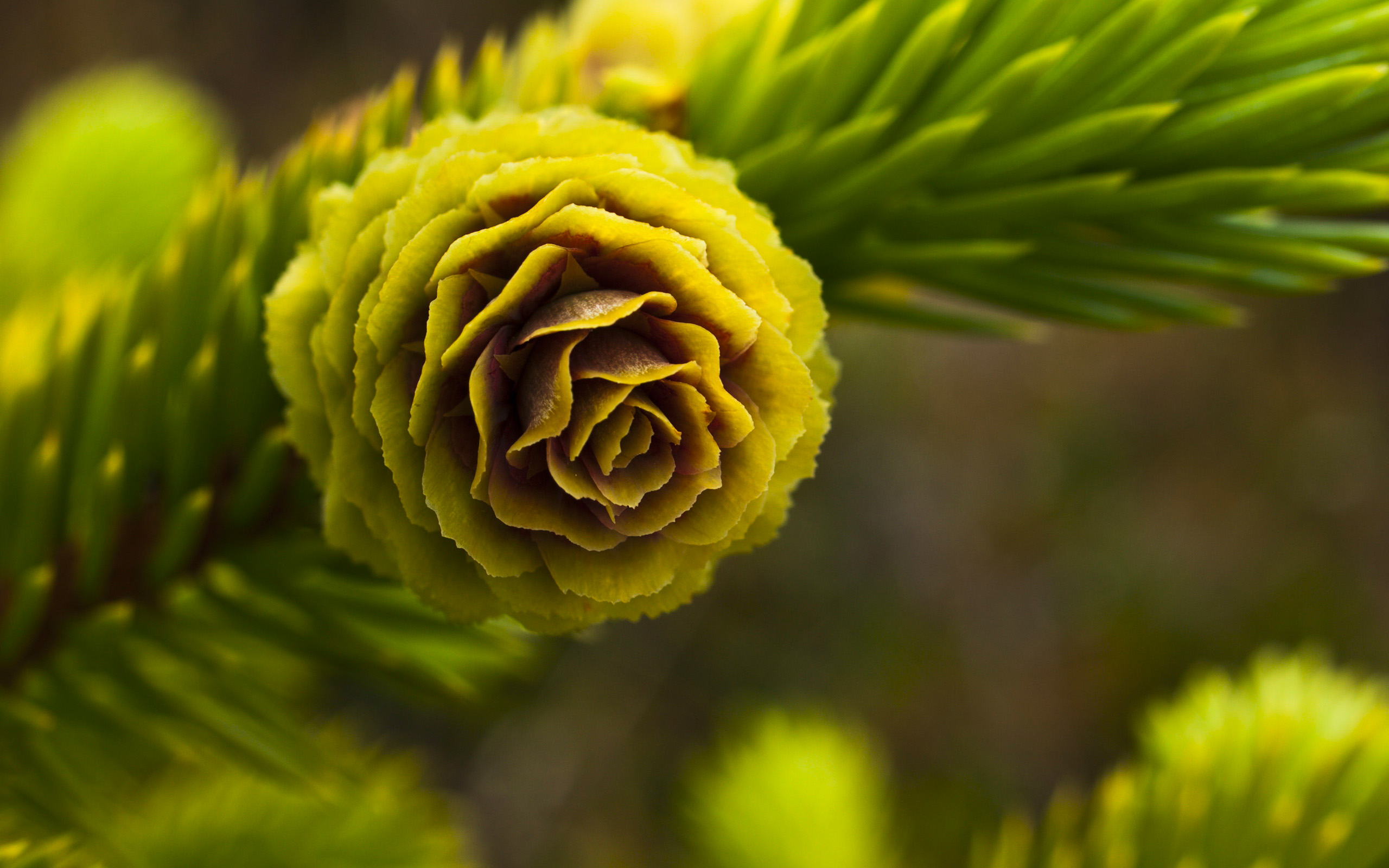
Szyszka żeńska
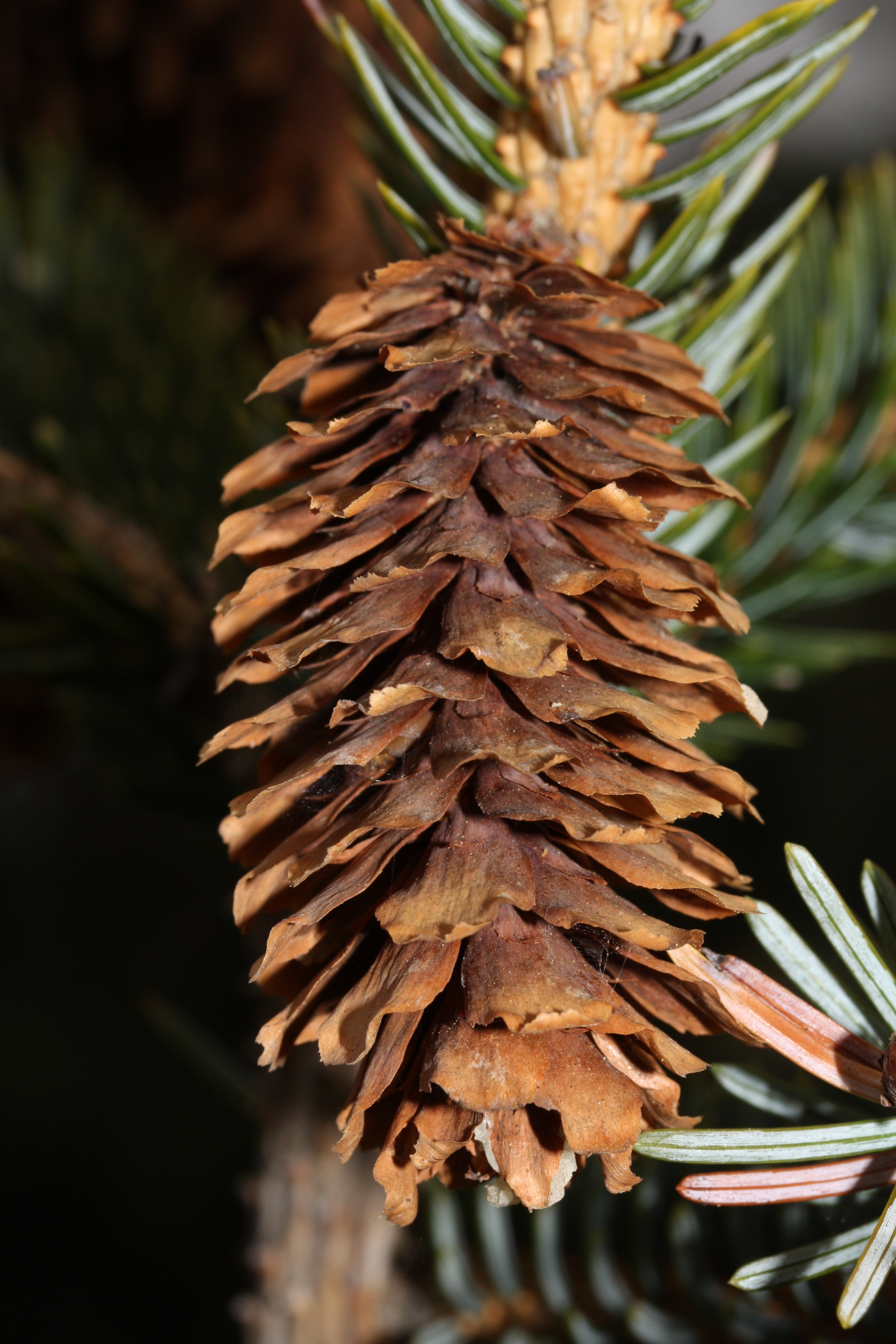
Dojrzała, otwarta szyszka

## Biologia i ekologia

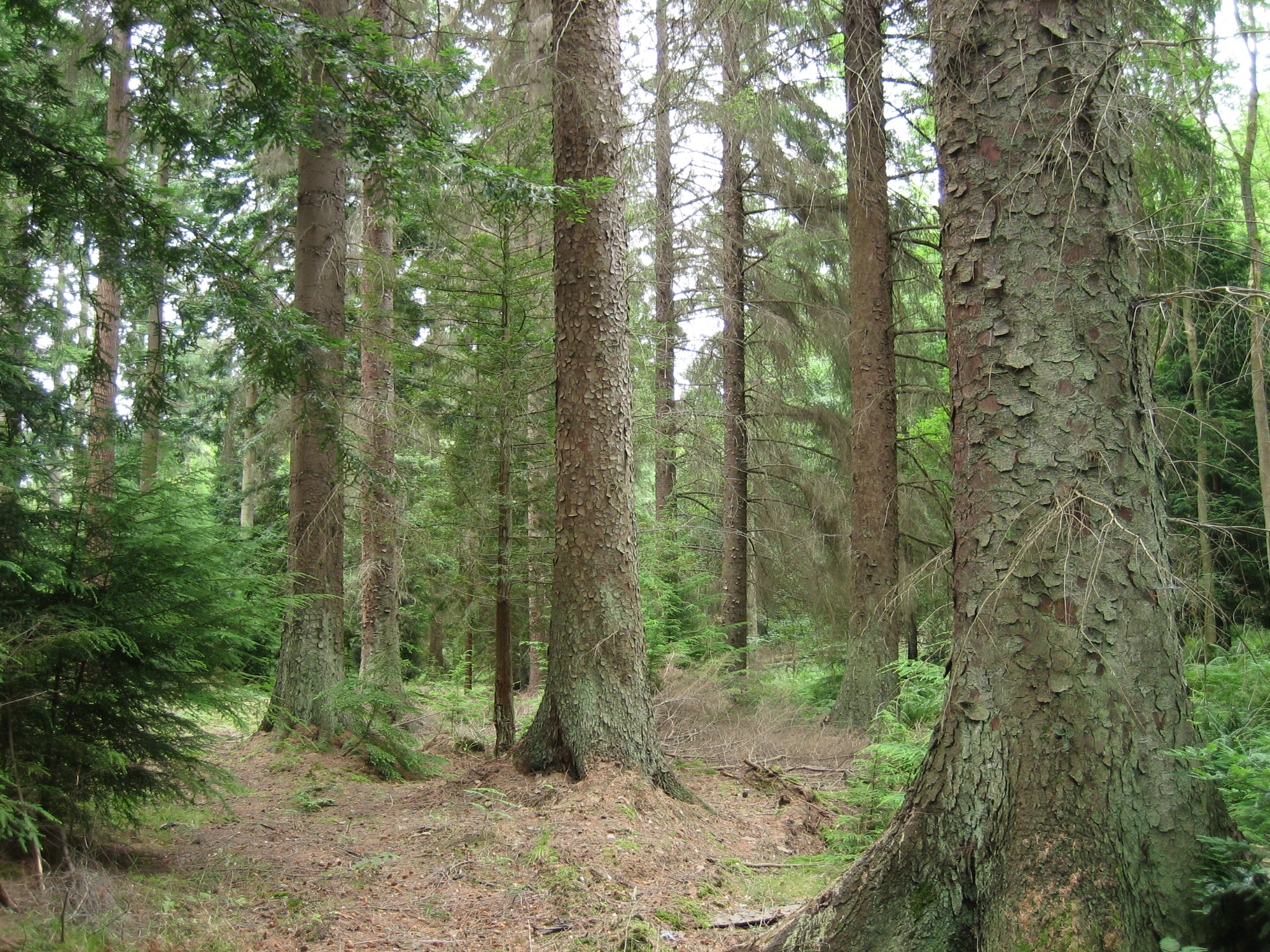
Świerki sitkajskie w lesie

Jest najszybciej rosnącym gatunkiem świerka. W jednym roku potrafi przyrosnąć na długość o 1 metr. Rośnie na prawie każdej glebie i dostarcza dobrego drewna.

## Zastosowanie
Drewno ma jasnoróżowe o dobrym stosunku wytrzymałości do gęstości. Niegdyś konstruowano z niego kadłuby samolotów, obecnie wykorzystywane jest głównie w przemyśle papierniczym.